# 白俄罗斯英雄
白俄罗斯英雄（羅馬化：Heroy Byelarusi）是白俄罗斯公民最高荣誉。1995年，总统法令规定，这项荣誉授予“那些为白俄罗斯做出巨大贡献的人”，其中贡献包括军事、经济和为国家社会服务。迄今为止，一共有10人获得了该荣誉。奖章的设计和以前的苏联英雄类似，俄罗斯的俄罗斯联邦英雄和乌克兰的乌克兰英雄与白俄罗斯英雄相似。

## 创立
1995年4月13日，白俄罗斯最高苏维埃通过第N 3726-XII号决议《白俄罗斯共和国国家奖章系统》（System of State Awards for the Republic of Belarus），该决议中提出创立白俄罗斯英雄头衔，同时还审定了奖章、流程等内容，并规定由白俄罗斯政府颁发该头衔。奖项颁布给那些为白俄罗斯作出贡献的人，至于授予对象可以是白俄罗斯公民，也可以是外国人。

## 推荐流程和颁奖
第N 3726-XII号决议的第2章第6篇定义了获得获得这个头衔的标准是必须为白俄罗斯作出巨大贡献。获奖人可以是军队人员，公共服务人员或私人企业家，每次只能授予一个人，可以颁发给已经逝世的人。同时第N 3726-XII号决议的第3章第60篇规定任何工会都可以推荐获选人，政府部门、国民大会、内阁、公众团体也可以推荐提名。候选人将被评估贡献是否足够大，然后名单送到内阁，之后送给总统审批。
根据白俄罗斯宪法，总统有权利授予国家奖励。总统需签发一份决议来颁发白俄罗斯英雄头衔。两个月之内，总统将在一个正式的场合，通常是在位于首都明斯克市的总统官邸，颁发奖章给获奖人，获奖人同时得到获奖证书。

## 待遇
1995年2月21日通过的白俄罗斯3599-XII号法律规定，以前苏联时期最高荣誉获得者如苏联英雄、社会主义劳动英雄等待遇保持和以前相同，同时也规定新成立的白俄罗斯英雄头衔的人享有和第二次世界大战退伍军人同样的待遇。下面是其中的部分待遇：
- 获奖人和配偶的免费医疗优先权，如果不使用这项待遇，可以获得金钱补偿。（3599-XII号法律第2章第4篇）
- 租房、城市公共设施和服务免费。（3599-XII号法律第2章第5篇）
- 免费获减少在白俄罗斯注册专利的费用。[5]

如果获奖人逝世，其配偶在再次结婚前都可以继续享受这些待遇。

## 获奖人
1996年，Uładzimir Karvat成为第一位获得白俄罗斯英雄头衔的人。2001年6月30日，Pavieł Maryjaŭ、Michaił Karčmit、Vital Kramko、和Alaksandar Dubko一起获得了白俄罗斯英雄头衔。2005年5月17日举行了Kirill Vakhromeev、Mikhail Savicki、Mikhail Vysotsky, Piotr Prokopovich和Vasily Revyako的白俄罗斯英雄授奖仪式。下面是获奖人简单介绍：
- Uładzimir Karvat是一位飞行员，1996年5月23日驾驶他的训练机苏-27战斗机执行任务，飞机着火，控制中心命令他放弃飞机，控制中心不知道下面是居民区。Karvat努力驾驶飞机到达一公里外无人区，飞机爆炸，自己也随机身亡。总统亚历山大·卢卡申科于1996年11月21日签发了484号决议，授予Karvat白俄罗斯英雄头衔。[9]飞机爆炸地点建立也一个Karvat纪念碑，总统签发的决议的副本放在苏-27战斗机的尾翼上。[10]
- Pavieł Maryjaŭ是白俄罗斯汽车制造商别拉斯（BELAS）的经理，为汽车工业作出贡献。
- Vital Kramko和Michaił Karčmit由于在农业方面的杰出贡献而获奖。Kramko是格罗德诺州"October"农业协会的主席，Karčmit是明斯克州"Snov"合作社的董事。
- Alaksandar Dubko由于他为白俄罗斯和苏联政府长期的服务而在逝世后获得该头衔。[8]
- Kirill Vakhromeev是明斯克和斯卢茨克的主教，也是白俄罗斯的总主教，由于重塑了白俄罗斯人民的精神而获得该头衔。[11]
- Mikhail Savicki因长期以来为白俄罗斯艺术的贡献以及协助建立公共艺术学院而获得该头衔。[12]
- Mikhail Vysotsky因管理研究机构"Belavtotraktorostroyeniye"而获得该荣誉，该机构是国家科学院的一个分支机构。
- Piotr Prokopovich因为白俄罗斯国家银行服务多年做出的贡献而得奖。
- Vasily Revyako因为格罗德诺州农业发展的贡献而得奖。[13]
- 达里娅·多姆拉切娃在索契舉行的2014年冬季奥林匹克运动会後獲得榮譽，达里娅在三個個人項目獲得金牌。